# Bailey Bass
Bailey Bass, född 18 juni 2003 i Los Angeles i Kalifornien, är en amerikansk skådespelare.
Bass har bland annat medverkat i filmen A Jenkins Family Christmas från 2021. 2022 spelade hon en av huvudrollerna i TV-filmen Gift of Murder samt medverkade i TV-serien Interview with the Vampire. Samma år spelade hon Tsireya i filmen Avatar: The Way of Water. En roll som hon kommer att återupprepa i de kommande filmerna Avatar: Fire and Ash och Avatar 4.

## Filmografi (i urval)
- 2020 – Law & Order: Special Victims Unit (TV-serie)
- 2021 – A Jenkins Family Christmas
- 2022 – Interview with the Vampire (TV-serie)
- 2022 – Gift of Murder
- 2022 – Avatar: The Way of Water
- 2025 – Avatar: Fire and Ash